# Aspilota brunnea
Aspilota brunnea är en stekelart som beskrevs av Bhat 1979. Aspilota brunnea ingår i släktet Aspilota och familjen bracksteklar. Inga underarter finns listade.